# Elekt
Elekt – osoba fizyczna, co do której po wyborach przewiduje się sprawowanie danego urzędu, jednak będąca jeszcze przed jego objęciem.
Określenia tego często używa się po wyborach prezydenckich, a jeszcze przed zaprzysiężeniem zwycięskiego kandydata, określanego wówczas właśnie mianem prezydenta elekta. W przypadku, gdy zwycięski kandydat uzyskał reelekcję, sytuacja ta nie zachodzi.
Analogicznie do wyborów prezydenckich, w wyborach samorządowych zwykło się też tak mówić o prezydentach miast, burmistrzach i wójtach oraz radnych, zaś w przypadku wyborów parlamentarnych lub do Parlamentu Europejskiego o posłach, senatorach lub eurodeputowanych (określenie dotyczy tych osób którzy nie pełnili mandatu w poprzedniej kadencji tj. gdy po raz pierwszy zdobędą mandat parlamentarny lub uzyskają go po powrocie do jego sprawowania).